# 木下半太
木下 半太（きのした はんた、1974年8月9日 - ）は、日本の小説家、映画監督、脚本家、俳優。既婚。
大阪府茨木市出身。所属事務所はパパドゥ→CRG（Creative Guardian）。

## 略歴
幼い頃から野球好き。しかし小学生の時に父親が死んだことをきっかけに現実逃避の手段として小説や映画に浸るようになる。大阪府立大冠高等学校出身。18歳で予備校に通いながらパチプロになるが、大学受験は失敗。映画監督を志し、映画専門学校に入学するも喧嘩をして中退。その後、劇団「プリティー・ママ」を旗揚げし、脚本家、俳優として活動を始める。「プリティー・ママ」解散後、残った役者1名、スタッフ3名と劇団「SOULコンビニ」を結成。活動を続けながら俳優養成所の講師となるが、その養成所がすぐに経営破綻。行き場をなくした生徒らと劇団「チームKGB」を結成する。
演劇活動のかたわら、知人とバーを共同経営。家賃が安かったからという理由で選んだ場所であったが、開店後、周りが裏風俗店だらけだと知る。閉店までの約5年間、酒浸りの日々を送る。
2006年7月、31歳の時に『悪夢のエレベーター』で作家デビュー。
大阪の占い師に「アナタ、売れるわよ。来年2月に東京に行きなさい」と言われたのを信じ、2008年2月に上京。するとその言葉通り、本当に売れ始める。代表作でもある「悪夢シリーズ」は売上75万部を突破している。
2020年、実体験に基づくストーリーを、ジャルジャルの後藤淳平を主演に映画化した『ロックンロール・ストリップ』を監督する

## 作品リスト

### 小説

#### 悪夢シリーズ
- 悪夢のエレベーター（2006年7月 幻冬舎メディアコンサルティング / 2007年10月 幻冬舎文庫）
- 悪夢のドライブ（2007年7月 幻冬舎 / 2008年10月 幻冬舎文庫）
- 悪夢の観覧車（2008年5月 幻冬舎文庫）
- 奈落のエレベーター（2009年8月 幻冬舎文庫） - 「悪夢のエレベーター」続編
- 悪夢のギャンブルマンション（2009年10月 幻冬舎文庫）
- 悪夢の商店街（2010年10月 幻冬舎文庫）
- 悪夢のクローゼット（2011年10月 幻冬舎文庫）
- 悪夢の身代金（2012年10月 幻冬舎文庫）
- 悪夢の六号室（2013年10月 幻冬舎文庫）
- 悪夢の水族館（2016年10月 幻冬舎文庫）

#### 吸血鬼シリーズ
- 東京バッティングセンター（2009年5月 幻冬舎）
  - 【改題】美女と魔物のバッティングセンター（2012年4月 幻冬舎文庫）
- 六本木ヒルズの天使（2011年3月 幻冬舎）
  - 【改題】天使と魔物のラストディナー（2013年4月 幻冬舎文庫）

#### オーシティシリーズ
- オーシティ（2011年2月 新潮社）
  - 【改題】オーシティ 絵本探偵 羽田誠の事件簿（2013年6月 新潮文庫）
- ジュリオ（2013年12月 新潮文庫）
- オーシティ 負け犬探偵 羽田誠の憂鬱（2022年10月 幻冬舎文庫）

#### 赤羽健吾シリーズ
- アヒルキラー 新米刑事 赤羽健吾の絶体絶命（2012年2月 幻冬舎 / 2014年8月 幻冬舎文庫）
- 人形家族 熱血刑事赤羽健吾の危機一髪（2016年4月 幻冬舎文庫）

#### ブンノシリーズ
- サンブンノイチ（2012年8月 角川書店 / 2013年8月 角川文庫）
- ゴブンノイチ（2013年5月 角川書店 / 2014年1月 角川文庫）
- ナナブンノイチ（2014年2月 角川文庫）
- サンブンノニ（2016年2月 角川文庫）

#### 女王シリーズ
- 女王ゲーム（2013年12月 文春文庫）
- 女王パズル（2015年1月 文春文庫）

#### GPSシリーズ
- GPS:京都市役所 魔性の花嫁（2015年9月 PHP文芸文庫）
- GPS:鎌倉市役所 消えた大仏（2015年11月 PHP文芸文庫）
- GPS:沖縄県庁 幽霊の告白（2016年1月 PHP文芸文庫）

#### 極限シリーズ
- 極限トランク（2016年7月 PHP文芸文庫）
- 極限冷蔵庫（2017年1月 PHP文芸文庫）
- 極限プリズン（2017年10月 PHP文芸文庫）

#### その他の作品
- ギザギザ家族（2010年1月 講談社）
  - 【改題】暴走家族は回り続ける（2012年7月 講談社文庫）
- 純喫茶探偵は死体がお好き（2010年8月 幻冬舎文庫）
- 爆ぜるゲームメイカー（2012年9月 講談社文庫）
- サバイバー23区 東京崩壊生存者（2013年1月 講談社ノベルス）
  - 【改題】サバイバー（2015年1月 講談社文庫）
- 宝探しトラジェディー（2013年5月 幻冬舎）
- 裏切りのステーキハウス（2014年10月 幻冬舎文庫）
- 恋する音川家（2015年5月 文藝春秋）
- 鈴木ごっこ（2015年7月 幻冬舎文庫）
- フィーバー5（2015年8月 ハルキ文庫）
- D町怪奇物語（2015年10月 幻冬舎文庫）
- きみは僕の宝物 史上最悪の夏休み（2017年8月 幻冬舎文庫）
- ロックンロール・ストリップ（2018年8月 小学館文庫）
  - ロックンロール・トーキョー（2021年1月 小学館文庫）
- ビデオショップ・カリフォルニア（2019年12月 幻冬舎文庫）

#### 連載作品
- 十七歳の一閃（集英社『小説すばる』2013年5月号 - 2014年）

### 漫画原作
- BABEL（漫画：井上紀良、小学館クリエイティブ『月刊ヒーローズ』2015年2月号 - 2017年）全8巻
- BABEL THE 2ND 黄金少年 GOLDEN BOY（漫画：井上紀良、小学館クリエイティブ『月刊ヒーローズ』2017年 - 2018年）全2巻
- #ラストオーダー最後の選択（漫画：角光、小学館クリエイティブ『ふらっとヒーローズ』2018年12月 - 2020年1月配信）全2巻

### 脚本
- 仮面ライダーリバイス（2021年9月 - 2022年8月）[10]
- 劇場版 仮面ライダーリバイス バトルファミリア（2022年7月22日）
- 仮面ライダーギーツ×リバイス MOVIEバトルロワイヤル（2022年12月23日）
- 特捜9 season7 第7話（2024年5月15日）

### 監督・脚本
- ロックンロール・ストリップ

## メディア出演

### 映画
- パッチギ!（2005年1月22日公開、配給：シネカノン、監督：井筒和幸、主演：塩谷瞬）
- おばちゃんチップス（2007年1月21日公開、配給：ファントム・フィルム、監督：田中誠、主演：船越英一郎）
- マエストロ!（2015年1月31日公開、配給： 	松竹, アスミック・エース、監督：小林聖太郎、主演：松坂桃李）

## メディア・ミックス

### テレビドラマ
- 悪夢のエレベーター（2007年3月27日、フジテレビ系、主演：堤下敦）
- 悪夢のドライブ（2012年4月28日-6月30日、全9話、BS朝日、主演：小澤亮太）
- 悪夢の六号室（2013年12月27日、ABCテレビ、主演：壇蜜）

### 舞台
- 悪夢のエレベーター（初演：2008年9月12日、東京シアタートラム、演出：ダンカン、主演：吹越満）
- 美女と魔物のバッティングセンター（2014年3月25日-30日、東京恵比寿・エコー劇場、演出：モラル（「犬と串」）、主演：松田凌）

### 映画
- 悪夢のエレベーター（2009年10月10日公開、配給：日活、監督：堀部圭亮、主演：内野聖陽）
- サンブンノイチ（2014年4月1日公開、配給：角川映画、監督：品川ヒロシ、主演：藤原竜也）
- 家族ごっこ（2015年8月1日公開、監督：内田英治・木下半太、主演：斎藤工、原作：鈴木ごっこ）

### 漫画
- 悪夢のエレベーター（2009年9月 バーズコミックスペシャル） - 作画・六本木綾
- 悪夢の観覧車（2012年9月 バーズコミックスペシャル） - 作画・灯辺恵美子
- サンブンノイチ（2014年3月 KADOKAWA） - 作画・前田治郎